# Alkes
Alkes (alpha Crateris) is een ster in het sterrenbeeld Beker (Crater).
Alpha Crateris (Alkes) kan als gidsster fungeren om de extreem roodkleurige variabele ster R Crateris (HD 95384) op te sporen. Deze ster bevindt zich, vanaf de Aarde gezien, net ten oosten van Alkes. In T.W.Webb's Celestial Objects for Common Telescopes, Volume 2: The Stars, staat de opmerkelijke roodachtige kleur van R Crateris beschreven als Scarlet, almost blood-colour, a most intense and curious col.

## Culminatie van Alkes
Alkes klimt tijdens de culminatie, gezien vanuit de Benelux, tot 20 en een halve graad boven de zuidelijke horizon. Alkes culmineert samen met de zich veel noordelijker bevindende sterren Alpha en Beta Ursae Majoris (Dubhe en Merak, de twee meest westelijke sterren van het asterisme Steelpan).